# Billbergia brachysiphon
Espèce
Classification phylogénétique
Billbergia brachysiphon est une espèce de plantes à fleurs de la famille des Bromeliaceae, présente du Brésil à la Colombie.

## Synonymes
- Billbergia brachysiphon var. brachysiphon[1] ;
- Billbergia brachysiphon var. paraensis L.B.Sm.[1].

## Distribution
L'espèce est présente au sud de la Colombie, à l'ouest du Brésil et en Équateur.

## Description
L'espèce est épiphyte.